# Ericeia leichardtii
Ericeia leichardtii är en fjärilsart som beskrevs av Koch 1865. Ericeia leichardtii ingår i släktet Ericeia och familjen nattflyn. Inga underarter finns listade i Catalogue of Life.